# جون فورست ديلون
جون فورست ديلون (بالإنجليزية: John Forrest Dillon)‏ هو قاضي ومحامي أمريكي، ولد في 25 ديسمبر 1831 في نورثهامبتون في الولايات المتحدة، وتوفي في 6 مايو 1914.